# Gulyó-öböl
A Gulyó-öböl egy magyarországi öböl Dunabogdánynál, a Szentendrei-Duna egyik öblözete. 2015 óta az öbölben kerül megrendezésre minden év augusztusában a dunabogdányi Duna-átúszás, melynek fővédnöke Kemény Dénes egykori magyar válogatott vízilabdázó és szövetségi kapitány, valamint Schuszter Gergely, a város polgármestere.

## Elhelyezkedése
Az öböl a dunabogdányi szabadstrand közvetlen környezetében helyezkedik el, a 11-es főút-tól északra 150 méterre. Az öböllel szemben, a folyóág másik oldalán Kisoroszi található. Az öböl környezetében különböző éttermek, egy élelmiszerbolt, kemping, valamint egy művelődési ház is található.

## Megközelítése
- Autóval - Budapestről a 11-es főúton végighaladva, Dunabogdányban a Kossuth Lajos út, valamint a Strand utca kereszteződésénél kell lehajtani a Duna felé.
- Tömegközlekedéssel - Budapestről az Újpest-Városkapu autóbusz-állomástól induló 880-as buszjárattal.